# Botryllus scalaris
Botryllus scalaris är en sjöpungsart som beskrevs av Saito och Mukai 1981. Botryllus scalaris ingår i släktet Botryllus och familjen Styelidae. Inga underarter finns listade.